# Trigona (famiglia)

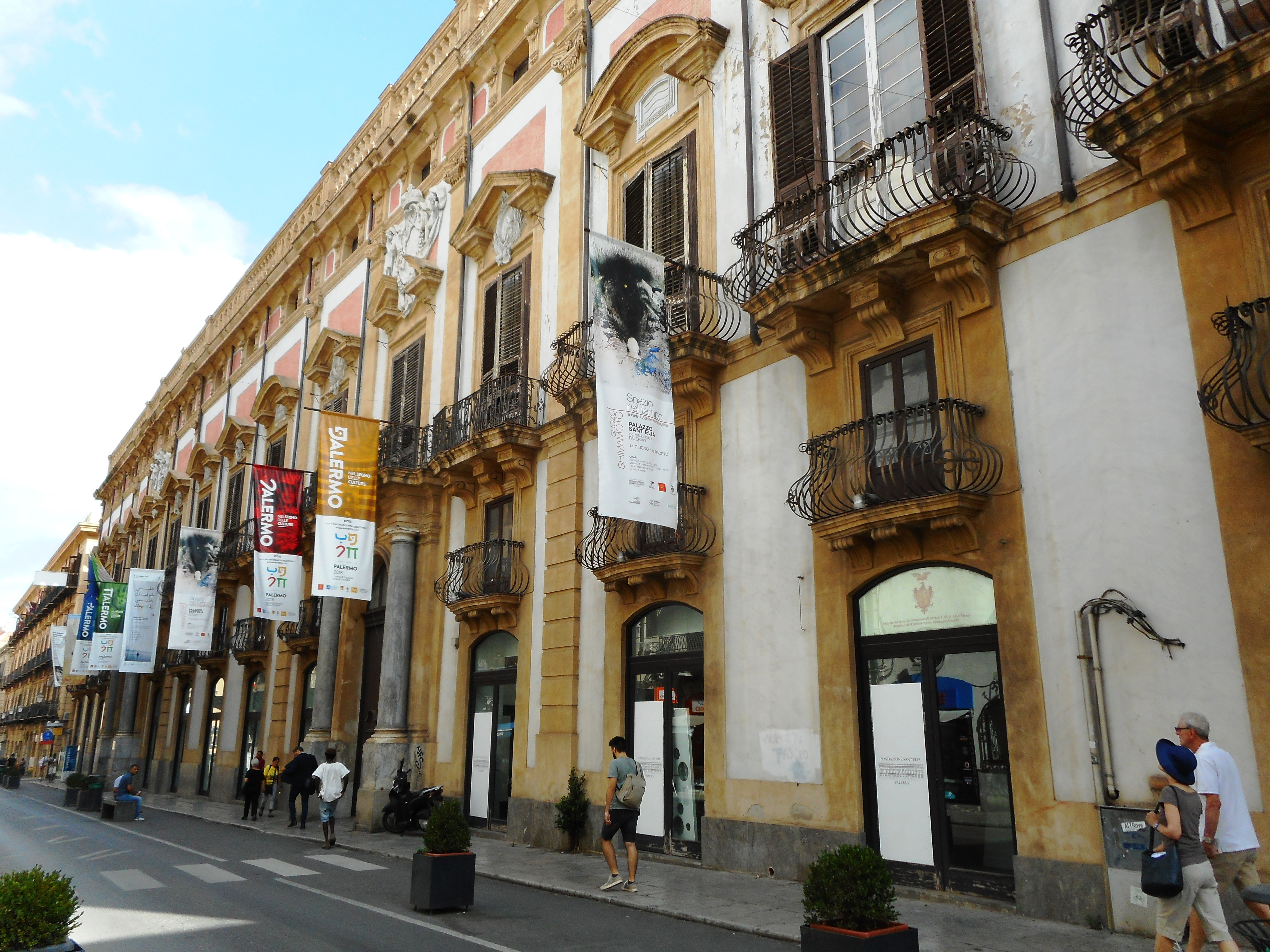
Facciata di Palazzo Sant'Elia di Palermo, proprietà dei Trigona, principi di Sant'Elia

I Trigona sono una casata nobiliare siciliana di derivazione sveva.

## Storia

### Origini
Le origini della dinastia vengono fatte risalire al VIII secolo, e la sua fondazione attribuita ad un Salardo, duca dei Monti Chirii, in Svevia. Il figlio di questi, Coraldo, milite al servizio di Pipino il Breve, acquistò molti castelli, tra cui il castello e la signoria di Trigonne, in Piccardia, da cui deriva il cognome.
Un Ermanno di Trigona, capitano dell'esercito dell'imperatore Federico II di Svevia, giunse in Sicilia nel XIII secolo, dove si stabilì, e per i suoi servigi ebbe nel 1239 la castellania e la signoria di Mistretta, nel Val Demone. Non si hanno notizie su esponenti della famiglia che abbiano preso parte alle Guerre del Vespro in Sicilia del 1282-1302, ma con la conquista dell'isola da parte degli Aragonesi, i Trigona furono al servizio di questi ultimi e vi si imparentarono attraverso il matrimonio di un Giacomo Trigona con Margherita d'Aragona, figlia di Sancho, a sua volta figlio naturale del re Pietro III di Aragona.

### Ascesa
Tra il XV e il XVIII secolo, i Trigona acquisirono numerosi feudi e vassallaggi, e investiti di diversi titoli, ebbero incarichi politici e militari di rilievo, in particolare nelle città di Caltagirone, Catania, Mazzarino, Noto, Palermo, Piazza Armerina e Siracusa, in cui essi si dimorarono e godetterò di nobiltà.

### XIX secolo
Dopo l'abolizione del feudalesimo avvenuto nel Regno di Sicilia nel 1812, a seguito della promulgazione della Costituzione siciliana concessa dal re Ferdinando III di Borbone, i Trigona ebbero quattro seggi alla Parìa di Sicilia come Principe di Calvaruso, Duca di Misterbianco, Barone di San Cono e Barone di Santo Stefano di Camastra.

## Rami
Principi di Sant'Elia
I Trigona, stabilitisi in diverse zone della Sicilia, si divisero in più rami, dei quali il principale è stato quello dei Principi di Sant'Elia. Il ramo deriva da Berengario Trigona, governatore della città di Guastalla, che il 26 novembre 1749 fu investito dal duca Filippo I di Parma del titolo di conte, trasmissibile ai discendenti. Fu suo figlio Bernardo, che sposò Aurora Starrabba, figlia di Gaetano principe di Giardinelli, da cui ebbe Romualdo.
Romualdo sposò Rosa Salonia dei baroni di Bonfallura, la quale trasmise il titolo baronale al figlio Domenico. Detto Domenico, sposò Agata Strazzeri Trigona, e attraverso questa unione pervenne alla famiglia il titolo di Principe di Sant'Elia, di cui ottenne investitura il 20 marzo 1775 il figlio Romualdo, che ereditò anche il titolo di barone di Santo Stefano di Mistretta. Il nipote di questi, il principe Romualdo Trigona Gravina (1809-1877), attraverso il matrimonio con Laura Naselli Terrasini dei duchi di Gela, portò in dote alla sua famiglia il relativo titolo.
Il ramo si estinse in linea maschile a inizio XX secolo con il principe Domenico Trigona Naselli (1828-1906), figlio di Romualdo, deputato e senatore del Regno d'Italia, che dal matrimonio con Maria Menabrea Richetta, figlia di Luigi Federico, marchese di Valdora, ebbe una sola figlia, Laura Romualda, che investita dei titoli paterni, e sposata con Carlo Trigona Favalli dei marchesi della Floresta, li trasmise a questi maritali nomine. Da detta unione nacque una sola figlia, Maria Carlotta, che premorì ai genitori nel 1920 a soli 24 anni.
Si estinse anche la linea cadetta derivata dal fratello Giovanni (1833-?), padre del conte Romualdo Trigona di Napoli (1870-1929), che dalla consorte Giulia Mastrogiovanni Tasca Filangieri ebbe due figlie, Clementina e Giovanna. Giovanna Trigona Filangeri (1904-1994), sposò nel 1923 Giuseppe Albanese, comandante della Regia Aeronautica e pilota automobilistico.
Rami cadetti
- Principi di Calvaruso - Il titolo di Principe di Calvaruso, appartenuto ai Moncada, pervenne ai Trigona attraverso Orietta Stella Moncada, che sposata a Benedetto Trigona Brunaccini, barone di Mandrascate, aveva ereditato il feudo di Calvaruso.[7] Il titolo venne riabilitato con il pronipote Antonino Trigona Notarbartolo, il quale ne fece richiesta, e gli fu concesso con Regio Decreto del 16 maggio 1912.[8]

I Trigona del ramo dei principi di Calvaruso sono possessori, oltre che del titolo di barone di Mandrascate, di cui ricevettero investitura nel 1755, anche di quelli di barone di Azzolino e di Gallizzi.
- Duchi di Misterbianco - Il feudo di Misterbianco, di proprietà dei Trigona dal 1642, fu elevato a rango di stato ducale nel 1685 con Pietro Domenico Trigona Paternò.

I Trigona del ramo dei duchi di Misterbianco sono possessori anche del titolo di Barone di Sinagra, di cui ottenne concessione il 24 agosto 1808 il duca Vespasiano Trigona Grimaldi.
- Marchesi della Floresta - Il ramo ha origine con Ottavio Maria Trigona Bellotti (1733-1785), VII marchese di San Cono Superiore, che il 18 marzo 1773 ebbe investitura del titolo di Marchese della Floresta per aver sposato Girolama Ardoino Celestri dei marchesi di Polizzi e della Floresta.[4]
- Marchesi di Canicarao - Il feudo di Canicarao, situato nel territorio di Comiso, ed appartenuto alla nobile famiglia La Restìa di Ragusa dal 1606, di cui portavano il titolo di marchese dal 1627[9], passò in dote ai Trigona attraverso il matrimonio di Girolama La Restìa Statella con Felice Trigona Trigona, III marchese di Dainammare, la quale lo donò al nipote agnatico Bernardo Maria Trigona Inguardiola, che ne ottenne investitura il 30 novembre 1709.[10]

I Trigona dei marchesi di Canicarao risultano iscritti nel Libro d'oro della nobiltà italiana e nell'Elenco Ufficiale Nobiliare Italiano con i titoli di marchese di Canicarao, marchese di Dainammare, barone di Frigintini, barone di Salina, signore di Bauli, Ursitto, Grampoli con Stefanda, Imbaccari, e Misilini, riconosciuti con D.M. 16 ottobre 1891 a Giuseppe Trigona Scammacca, IX marchese di Canicarao.
Noto esponente di questo ramo fu il marchese Vincenzo Trigona Beneventano, deputato del Regno d'Italia.
- Marchesi di Roccabianca - Feudo appartenuto agli Anzalone, primo esponente della famiglia ad esserne titolare fu Giuseppe Trigona Arduino, senatore di Piazza nel 1798.[4] Ultimo investito del titolo di Marchese di Roccabianca risulta essere Mario Trigona Crescimanno, il 20 maggio 1807.[12]
- Baroni di Gerace - Il feudo di Gerace, nel territorio di Enna, appartenne alla famiglia Triolo di Piazza ma di origine veneziana, che ne possedeva il titolo di barone dal 1520 con Pietro de Triolo.[13] I Trigona lo acquisirono nel XVIII secolo con Giuseppe Trigona, barone di Aliano e di Dragofosso, avendo sposato la baronessa Maria La Valle, erede dei Triolo.[14] Nel 1722, il feudo passò al figlio Giovanni Vincenzo Trigona La Valle e successivi.[14]
- Baroni di Rabugini - Il ramo dei baroni del feudo di Rabugini, situato nel territorio di Licata, ebbe origine con Bonaventura Trigona nel XVIII secolo, ed ultimo investito del titolo risulta essere il figlio Vincenzo il 20 novembre 1787.[12]